# Ansty (Wiltshire)
Ansty – wieś w Anglii, w hrabstwie Wiltshire. Leży 20 km na zachód od miasta Salisbury i 145 km na zachód od Londynu. W 2001 miejscowość liczyła 117 mieszkańców.